# تأثير الاعتلال الخلوي

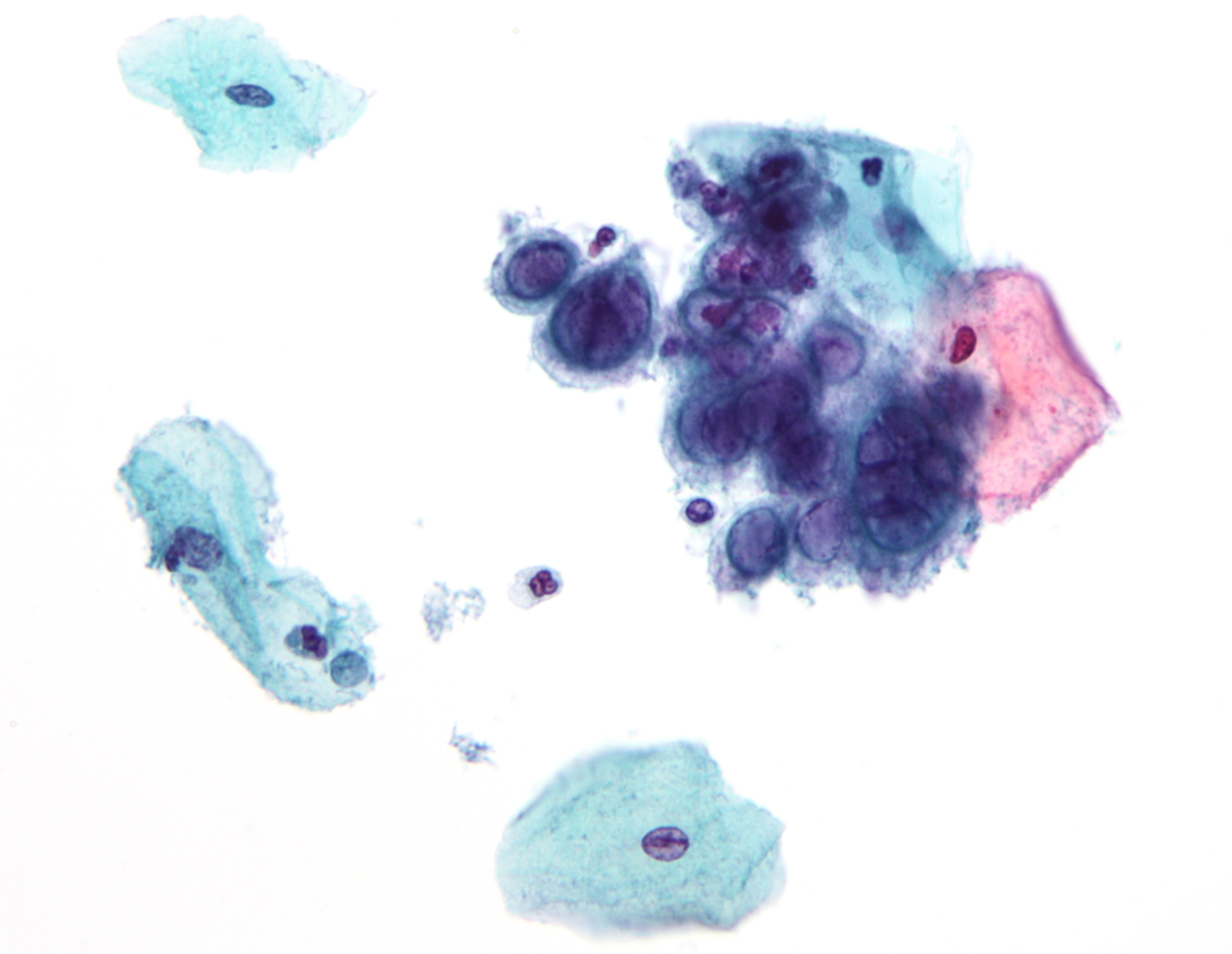
صورة مجهرية يظهر تأثير الاعتلال الخلوي لفيروس الحلأ البسيط إختبار باب وتلوين باب (نسبة إلى جورجيوس بابانيكولاو 1883-1962)

أثر الاعتلال الخلوي (بالإنجليزية: Cytopathic effect؛ اختصارا: CPE) يشير إلى التغيرات التنكسية في الخلايا خاصة في مجال زراعة الأنسجة وقد ترافق تكرار فيروسات معينة.

## تسميات أخرى
حسب المعجم الطبي الموحد:
- تأثير الاعتلال الخلوي = Cytopathic effect
- تأثير ممرض للخلايا = cytopathogenic effect